# 安德森 (新澤西州)
安德森（英語：Anderson）是位於美國新澤西州沃倫縣的普查規定居民點。

## 人口
根據2020年美國人口普查的數據，安德森的面積為2.31平方千米，當中陸地面積為2.30平方千米，而水域面積為0.01平方千米。當地共有人口306人，而人口密度為每平方千米132.47人。